# جيمس دونبار
جيمس دونبار (بالإنجليزية: James Dunbar)‏ هو مجدف أمريكي، ولد في 11 يوليو 1930 في كروفوردسفيل في الولايات المتحدة، وتوفي في 14 مايو 2018 في ذا وودلاندز في الولايات المتحدة.

## وصلات خارجية
- جيمس دونبار على موقع الاتحاد الدولي للتجديف (الإنجليزية)
- جيمس دونبار على موقع اللجنة الأولمبية الدولية (الإنجليزية)
- جيمس دونبار على موقع أوليمبيديا (الإنجليزية)